# Mirbelia rubiifolia
Mirbelia rubiifolia es una especie de planta floral del género Mirbelia, familia Fabaceae, orden Fabales.

## Distribución
Se distribuye por Nueva Gales del Sur, Queensland y Victoria, Australia.

## Taxonomía
Fue descrita por (Andrews) G. Don y publicada en A General History of the Dichlamydeous Plants 2: 126 (1832).